# Brain-computer interface
En brain-computer interface (BCI) er en direkte kommunikationsvej mellem hjernens elektriske aktivitet og en ekstern enhed, oftest en computer, robotprotese eller et fartøj. BCI'er er ofte rettet mod at undersøge, kortlægge, assistere, forstærke eller reparere menneskelige kognitive eller sensorisk-motoriske funktioner .  De konceptualiseres ofte som en menneske-maskine-grænseflade, der springer den mellemliggende komponent af den fysiske bevægelse af kropsdele over. Implementeringer af BCI'er spænder fra brugen af ikke-invasive teknikker (EEG, MEG, EOG, MRI) og delvist invasive (ECoG, endovaskulære elektroder) til invasive (mikroelektrodearrays, elektrodeimplantater). 